# Львовский пригородный вокзал
Льво́вский при́городный вокза́л (укр. Львівський приміський вокзал — железнодорожная станция во Львове (Украина), которая обслуживает пригородные электропоезда и дизели. Адрес: улица Городоцкая, 112. Пригородный вокзал был построен в 1996  на расстоянии около полукилометра от главного железнодорожного вокзала и рядом с Привокзальным рынком.